# Alphonse Lacroix
Alphonse Albert Lacroix (Newton, 21 ottobre 1897 – Lewiston, 12 aprile 1973) è stato un hockeista su ghiaccio statunitense.

## Palmarès

### Olimpiadi invernali
- Argento a Chamonix-Mont-Blanc 1924 nell'hockey su ghiaccio.